# Willand
Willand est un village et une paroisse civile du Devon, situé dans le sud-ouest de l'Angleterre. 

## Personnalité
- Margaret Dorothea Rowbotham (1883-1978), ingénieure et militante, y est mort et repose dans le cimetière de la commune.